# 龍場九驛
龍場九驛，又名奢香九驿，是明代時貴州的九座驛站，即龙场驿、六广驿、谷里驿、水西驿、西溪驿、金鸡驿、阁鸦驿、归化驿、毕节驿。驛道以偏桥为中心，一条经水东过乌撒，达乌蒙；一条向北经草塘、六广至黔西和大方，直至毕节二铺，全长500余里。由贵州宣慰使奢香受令，始建于明朝洪武十七年（1384年），开通云、贵、川及周边的部分地区。

## 九驿簡介

### 龙场驿
九驿中的第一驿，驿址在离贵阳38公里的修文县城。明正德初年，时任兵部主事的王阳明被贬为贵州龙场驿丞。

### 六广驿
驿站即今修文六广镇，由龙场驿始，经蜈蚣坡、小桥到六广河边。

### 谷里驿
从六广驿西行过六广河，经五显台、百花箐、一碗水、五里坝，即今黔西县的说朴镇至钟山乡到谷里镇一线。《大定府志》：“明谷里驿在州东30里，亦九驿之一也。”，尚存的朵泥桥及两公里左右长的古驿道现已被沙坝河水库淹没。

### 水西驿
即沿着谷里驿道经杨柳塘、打鼓寨、官庄到黔西城东南二里。

### 西溪驿
又名奢香驿。从水西驿西行经箐头，以那坝、新铺塘、杨家海、松树沟到西溪。传说奢香每年冬在此避寒。

### 金鸡驿
从西溪驿西行经大渡河桥，到大方县境，至干堰、簸箕箐、乌西、羊场坝、路穿岩直到金鸡驿，驿站在大方县城南三十里。《方舆纪要》：“毕节驿东南三十里里，有归化驿，又东南三十里曰阁鸦驿，又五十里曰金鸡驿。”

### 阁鸦驿
自金鸡驿西行经九里箐、大定城、响水小阁鸦即为阁鸦驿。阁鸦现尚存一条长约五公里，宽约四米的石板路——阁鸦古驿道，已列为省级重点文物保护单位。在离古驿道不远的大方县城北郊的云龙山下建有奢香墓和奢香博物馆。

### 归化驿
在归化驿，从阁鸦驿过落脚河、双山、老塘、沙子哨即到归化驿（今大方双山、归化镇）。《大定县志》：“大定西六十五里归化塘，即龙场九驿之第八驿归化驿。”

### 毕节驿
九驿的最后驿。从归化驿西行经梨树坪，到毕节二铺，头铺即为毕节驿。